# Firozpur
För andra betydelser, se Firozpur (olika betydelser).
Firozpur (alternativt Ferozepur eller Ferozepore) är en stad vid floden Sutlej i den indiska delstaten Punjab. Den är administrativ huvudort för ett distrikt med samma namn och hade 110 313 invånare vid folkräkningen 2011.
Staden som intogs av britterna 1835 var britternas viktigaste brohuvud på sikhiskt territorium under striderna mot sikherna under denna tid. I dag ligger staden vid den indo-pakistanska gränsen och är en knutpunkt för såväl väg- som järnvägstransporter genom Punjab.